# Pechbonnieu
Pechbonnieu (okzitanisch: Puègbonieu) ist eine französische Gemeinde mit 4792 Einwohnern (Stand: 1. Januar 2022) im Département Haute-Garonne in der Region Okzitanien; sie gehört zum Arrondissement Toulouse und zum Kanton Pechbonnieu. Die Einwohner heißen Pechbonnilien(ne)s.

## Geographie
Pechbonnieu liegt dreizehn Kilometer nordwestlich von Toulouse. Umgeben wird Pechbonnieu von den Nachbargemeinden Labastide-Saint-Sernin im Norden, Montberon im Nordosten, Saint-Loup-Cammas im Osten und Südosten, Castelginest im Süden und Südwesten, Gratentour im Westen und Nordwesten. 

## Bevölkerungsentwicklung
| Jahr                      | 1962 | 1968 | 1975 | 1982 | 1990 | 1999 | 2006 | 2011 |
| Einwohner                 | 542  | 781  | 1289 | 1535 | 1940 | 2997 | 3601 | 4044 |
| Quelle: Cassini und INSEE |      |      |      |      |      |      |      |      |

## Sehenswürdigkeiten
Siehe auch: Liste der Monuments historiques in Pechbonnieu
- Kirche aus dem 13. Jahrhundert (Monument historique)
- Reste des Schlosses Pechbonnieu

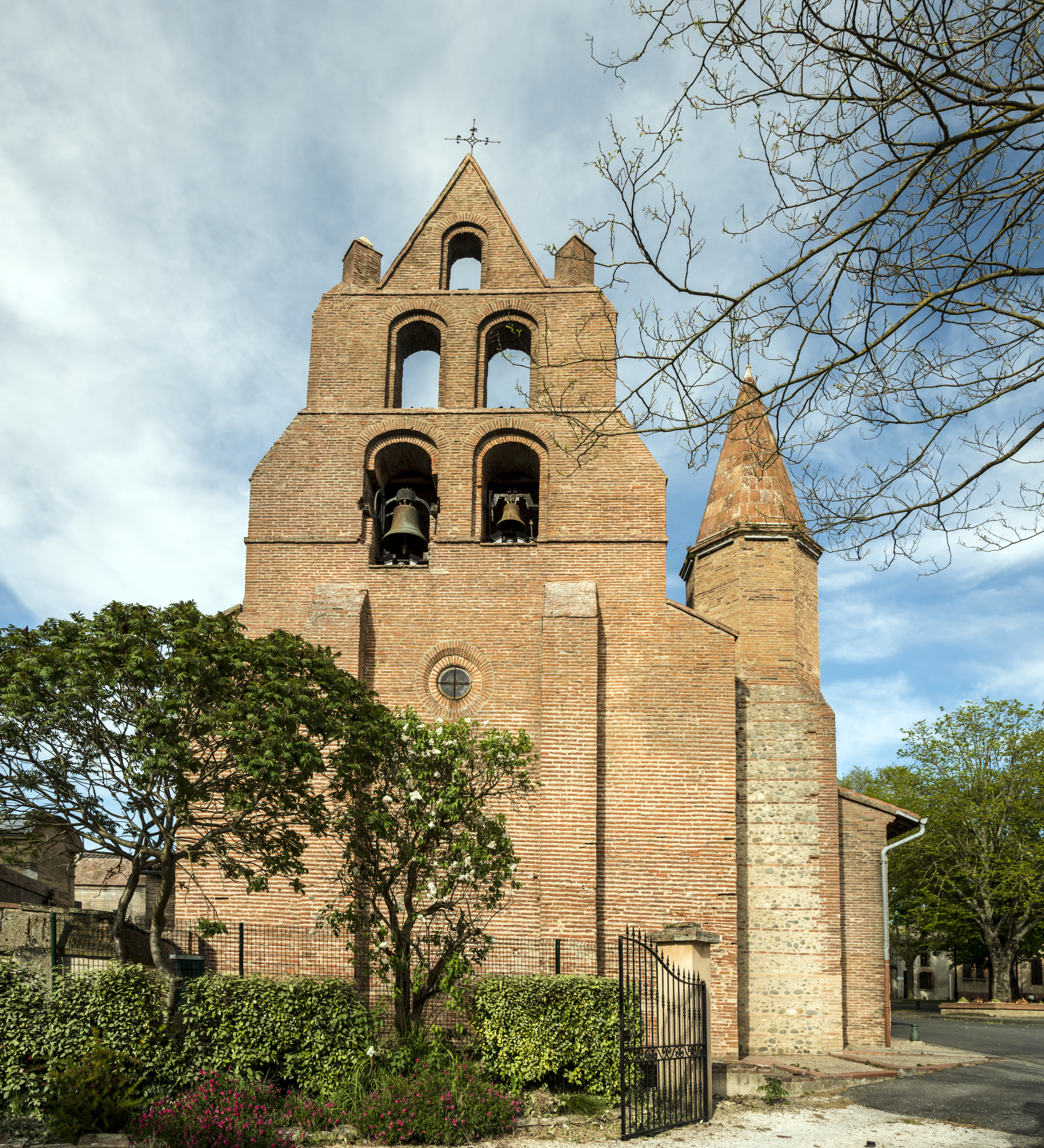
Kirche Saint-Jacques
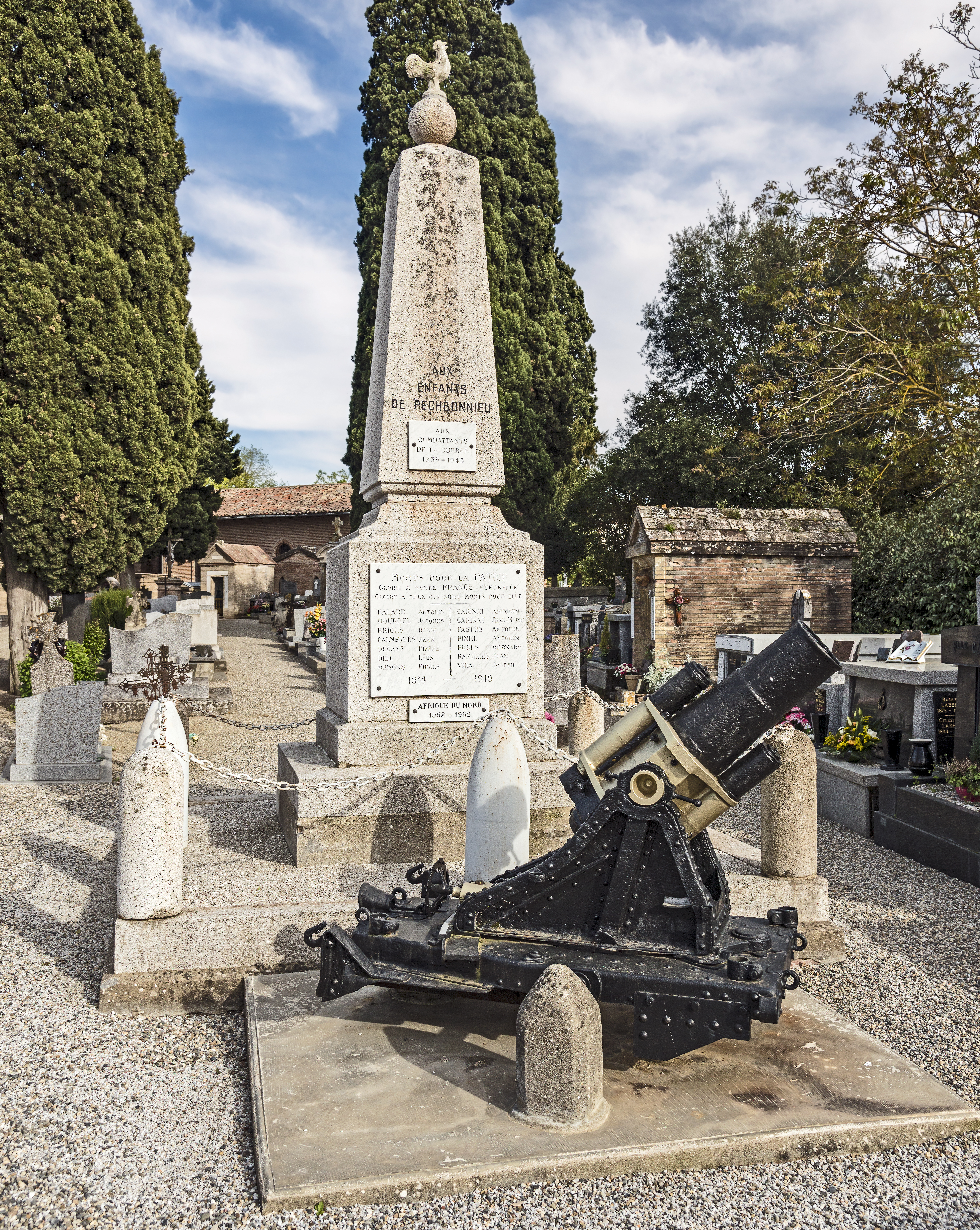
Denkmal für die Gefallenen

## Gemeindepartnerschaften
Mit dem Ortsteil Sorbara der italienischen Gemeinde Bomporto in der Provinz Modena (Emilia-Romagna) besteht eine Partnerschaft.